# RJ500 (エンジン)
RJ500とはロールス・ロイスと日本航空機エンジン協会により共同で開発されたターボファンエンジン。

## 開発経緯
この国際共同開発のきっかけとなったのが、航空機用ジェットエンジン技術研究組合が開発したFJR710をイギリスの国立ガスタービン研究所 (National Gas Turbine Establishment : NGTE)にて高空試験を行った際に、英国側に日本の技術を高く評価されたことであるとされる。
1977年の非公式な打診ののち、1978年にロールス･ロイスより正式に100席～120席機用に推力16,000ポンドクラスのRB432エンジンの国際共同開発を提案がなされた。1979年12月12日にRJ500共同開発協定書に正式調印が行われ、1980年4月にRolls Royce & Japanese Aero Engines Ltd.(RR-JAEL)が設立され、RJ500-01の開発が開始された。
RJ500-01は推力20,000ポンドクラスのエンジンで、開発はロールス・ロイスと日本側で50対50の割合で分担し(日本側ではそれをさらに石川島播磨重工業が60%、川崎重工業が25%、三菱重工業が15%の割合で分担した)、高圧系をロールス･ロイス、低圧系を日本側が担当し、日英両政府の助成のもと開発が行われた。RJ500-01は2基の試験用エンジンが製作され日英両国において1985年までに地上評価試験が行われた。
またその間、日本航空機エンジン協会が1981年10月に設立され、航空機用ジェットエンジン組合のRJ500開発計画を引き継いだ。
130席旅客機用のRJ500-01D4の開発が進められていたものの、市場の動向からより大型の機材のためのエンジンの需要が有望視され、燃費もRJ500-01よりさらに1割低い水準が要求されるようになったため、推力23,000ポンドクラスのRJ500-35の開発を決定し着手するに至った。しかし、プロジェクトの大型化とそれに伴う開発費の増大から、同様の計画を持ち共同開発の申し入れをしてきたUTCグループ（プラット・アンド・ホイットニー、MTU、フィアット）と合流することを決め、V2500の5カ国共同開発へ移行することとなった。

## RJ500-01
100～130席機をターゲットとした推力20,000ポンドクラスのエンジンとして開発された。第1に低コスト、第2に低公害、第3に低燃費を狙いとし、少ない部品点数、高価な材料を避ける、圧力比やタービン入口温度をあまり高くないようにするなどしてイニシャルコスト、整備コストの低減を図って、なおかつ燃料消費率はJT8Dなどに比べて2割低減することを目標としていた。2基が製作され、1号機のRJ01が英国、2号機のRJ02が日本においてそれぞれ試験に供された。

### 諸元
RJ500-01D4
- 長さ : 2,571 mm
- 巾 : 1,940 mm
- 高さ : 1,640 mm
- エンジン重量 : 4,116 lb
- ファン : 1段軸流ファン 外径59inch
- 圧縮機 : 9段軸流高圧圧縮機
- 燃焼器 : アニュラー式燃焼器
- タービン : 2段軸流空冷高圧タービン、3段軸流低圧タービン
- バイパス比 : 4.69
- 圧縮比 : 22.2
- タービン入口温度 : 1,488°K
- 推力 : 20,000 lb (静止状態、SL、ISA、気温15°C、離陸定格)
- 燃料消費率 : 0.654 lb/lbf.h (マッハ0.8、30,000ft、ISA、巡航時)

## RJ500-35
より大型の150席機をターゲットに23,000ポンドクラスのエンジンとして開発が行われた。基本的にはRJ500-01の構造を踏襲しているものの、ファンを大型化し、その後ろに1段のブースト段を追加、それらを駆動する低圧タービンを4段のものに改めるなど大幅な改良が織り込まれていた。

### 諸元
RJ500-35
- エンジン重量 : 4,896 lb
- ファン : 1段軸流ファン 外径64inch
- 圧縮機 : 1段軸流低圧圧縮機、9段軸流高圧圧縮機
- 燃焼器 : アニュラー式燃焼器
- タービン : 2段軸流高圧タービン、4段軸流低圧タービン
- タービン入口温度 : 1,525°K
- バイパス比 : 5.12
- 圧縮比 : 31.0
- 推力 : 23,700 lb (静止状態、SL、ISA、気温15°C、離陸定格)
- 燃料消費率 : 0.601 lb/lbf.h (マッハ0.8、30,000ft、ISA、巡航時)

## 参考資料
- 井上利昭 「JAECにおける旅客機用エンジンの国際共同開発」『日本ガスタービン学会誌』Vol.28 No.5、日本ガスタービン学会、13頁-17頁、2000年
- 松木正勝、佐々木誠、遠藤征紀、「航空機用エンジン」『内燃機関』Vol.22 No.275 3月号、山海堂、1983年
- ガスタービン統計作成委員会編 『国産ガスタービン・過給機資料集－統計・生産実績・仕様諸元－ 1989年版』、日本ガスタービン学会、162頁-163頁、1989年